# Časovni svinčnik
Časovni svinčnik (izvirno angleško Time pencil) je bil vžigalnik za aktiranje detonatorjev in tako sestavni del eksplozivnih teles; svinčnik je bil razvit med drugo svetovno vojno.
Časovni svičnik ima oblika valja, v kateri se nahaja kislina in kovinska žica, ki je povezana s pritrjenim detonatorjem.
Uporaba je bila zelo preprosta: uporabnik je izbral, čez koliko časa naj se aktivira (10 minut do 2 ur; časovne mere so bile označene z različnimi barvami) in strl ampulo s kislino. Kislina je začela razžirati žico in ob določem času je žica počila, sprožila udarno kladivce, ki je udarilo v detonator, ki je nato sprožil eksplozijo.
Sam vžigalnik je razvila SOE za potrebe sabotaž; vžigalnike je tako množično proizvajala in dobavljala raznim evropskim odporniškim gibanjem.
Ti časovni vžigalniki so bili tudi nezanesljivi, saj so bili občutljivi na vremenske pogoje (lahko so zmrznili) in kvaliteta kisline ter žice je bila različna.
Tak vžigalnik je uporabil tudi Claus von Stauffenberg 20. junija 1944 v neuspešnem atentatu na Hitlerja.